# باشگاه فوتبال الاهلی خارطوم
باشگاه فوتبال الاهلی خارطوم (عربی: النادي الأهلي الرياضي) یک باشگاه فوتبال در شهر خارطوم، در کشور سودان است.
این باشگاه فوتبال که در سال ۱۹۲۹ تأسیس شده سابقه یک نایب قهرمانی در جام حذفی فوتبال سودان را در کارنامه دارد.